# Kenneth Taylor
Kenneth Allen Taylor, född 1954 i Sandusky, Ohio, död den 2 december 2019, var en amerikansk filosof.
Taylor utexaminerades 1977 från University of Notre Dame och disputerade 1984 vid University of Chicago.
Mellan 2001 och 2009 var han prefekt för filosofiinstitutionen vid Stanford University. Hans specialiteter var språkfilosofi och medvetandefilosofi, men andra intressen var semantik, referens, naturalism och relativism. Taylor var författare till många artiklar som publicerats i tidskrifter som Noûs, Philosophical Studies och Philosophy and Phenomenological Research, men också två böcker, Meaning and Truth: An Introduction to the Philosophy of Language och Reference and the Rational Mind.
Tillsammans med John Perry var han programledare för radioprogrammet Philosophy Talk.